# Secrétaire financier au ministère de la Guerre
Le secrétaire financier au ministère de la Guerre est un poste du gouvernement du Royaume-Uni qui se chargeait des finances pour le ministère de la Guerre.
| Nom | Nom                                                                | Portrait | Mandat           | Mandat           | Parti politique |
| --- | ------------------------------------------------------------------ | -------- | ---------------- | ---------------- | --------------- |
|     | John Vivian MP pour Truro (1818-1879)                              |          | 5 août 1870      | 15 novembre 1871 | Libéral         |
|     | Henry Campbell-Bannerman MP pour Stirling Burghs (1836-1908)       |          | 15 novembre 1871 | 26 février 1874  | Libéral         |
|     | Frederick Stanley MP pour North Lancashire (1841-1908)             |          | 26 février 1874  | 13 août 1877     | Conservateur    |
|     | Robert Loyd-Lindsay MP pour Berkshire (1832-1901)                  |          | 13 août 1877     | 28 avril 1880    | Conservateur    |
|     | Henry Campbell-Bannerman MP pour Stirling Burghs (1836-1908)       |          | 28 avril 1880    | 13 mai 1882      | Libéral         |
|     | Arthur Hayter MP pour Bath (1835-1917)                             |          | 13 mai 1882      | 26 juin 1885     | Libéral         |
|     | Henry Northcote MP pour Exeter (1846-1911)                         |          | 26 juin 1885     | 6 février 1886   | Conservateur    |
|     | Herbert Gladstone MP pour Leeds West (1854-1930)                   |          | 6 février 1886   | 4 août 1886      | Libéral         |
|     | St John Brodrick MP pour Guildford (1856-1942)                     |          | 4 août 1886      | 22 août 1892     | Conservateur    |
|     | William Woodall MP pour Hanley (1832-1901)                         |          | 22 août 1892     | 3 juillet 1895   | Libéral         |
|     | Joseph Powell Williams MP pour Birmingham South (1840-1904)        |          | 3 juillet 1895   | 1er janvier 1901 | Libéral         |
|     | Edward Stanley MP pour Westhoughton (1832-1901)                    |          | 1er janvier 1901 | 12 octobre 1903  | Conservateur    |
|     | William Bromley-Davenport MP pour Macclesfield (1862-1949)         |          | 12 octobre 1903  | 14 décembre 1905 | Conservateur    |
|     | Thomas Buchanan MP pour East Perthshire (1846-1911)                |          | 14 décembre 1905 | 12 avril 1908    | Libéral         |
|     | Francis Dyke Acland MP pour Richmond (1874-1939)                   |          | 12 avril 1908    | 4 mars 1910      | Libéral         |
|     | Charles Mallet MP pour Plymouth (1862-1947)                        |          | 4 mars 1910      | 31 janvier 1911  | Libéral         |
|     | Francis Dyke Acland MP pour Camborne (1874-1939)                   |          | 31 janvier 1911  | 25 octobre 1911  | Libéral         |
|     | Harold Tennant MP pour Berwickshire (1865-1935)                    |          | 25 octobre 1911  | 14 juin 1912     | Libéral         |
|     | Harold Baker MP pour Accrington (1877-1960)                        |          | 14 juin 1912     | 30 mai 1915      | Libéral         |
|     | Henry Forster MP pour Sevenoaks (1866-1936)                        |          | 30 mai 1915      | 18 décembre 1919 | Conservateur    |
|     | Archibald Williamson MP pour Elginshire and Nairnshire (1860-1931) |          | 18 décembre 1919 | 1er avril 1921   | Libéral         |
|     | George Frederick Stanley MP pour Preston (1872-1938)               |          | 1er avril 1921   | 31 octobre 1922  | Conservateur    |
|     | Stanley Jackson MP pour Howdenshire (1870-1947)                    |          | 31 octobre 1922  | 15 mars 1923     | Libéral         |
|     | Rupert Gwynne MP pour Eastbourne (1873-1924)                       |          | 15 mars 1923     | 23 janvier 1924  | Conservateur    |
|     | Jack Lawson MP pour Chester-le-Street (1881-1965)                  |          | 23 janvier 1924  | 11 novembre 1924 | Travailliste    |
|     | Douglas King MP pour Paddington South (1877-1930)                  |          | 11 novembre 1924 | 13 janvier 1928  | Conservateur    |
|     | Duff Cooper MP pour Oldham (1890-1954)                             |          | 13 janvier 1928  | 11 juin 1929     | Conservateur    |
|     | Manny Shinwell MP pour Linlithgowshire (1884-1986)                 |          | 11 juin 1929     | 5 juin 1930      | Travailliste    |
|     | William Sanders MP pour Battersea North (1884-1986)                |          | 5 juin 1930      | 3 septembre 1931 | Travailliste    |
|     | Duff Cooper MP pour Oldham (1890-1954)                             |          | 3 septembre 1931 | 29 juin 1934     | Conservateur    |
|     | Douglas Hacking MP pour Chorley (1884-1950)                        |          | 29 juin 1934     | 28 novembre 1935 | Conservateur    |
|     | Victor Warrender MP pour Grantham (1899-1993)                      |          | 28 novembre 1935 | 3 avril 1940     | Conservateur    |
|     | Edward Grigg MP pour Altrincham puis Oldham (1879-1955)            |          | 3 avril 1940     | 17 mai 1940      | Conservateur    |
|     | Richard Law MP pour Kingston upon Hull South West (1901-1980)      |          | 17 mai 1940      | 20 juillet 1941  | Conservateur    |
|     | Duncan Sandys MP pour Norwood (1908-1987)                          |          | 20 juillet 1941  | 7 février 1943   | Conservateur    |
|     | Arthur Henderson MP pour Kingswinford (1893-1968)                  |          | 7 février 1943   | 26 mai 1945      | Conservateur    |
|     | Maurice Petherick MP pour Penryn and Falmouth (1894-1985)          |          | 26 mai 1945      | 4 août 1945      | Conservateur    |
|     | Frederick Bellenger MP pour Bassetlaw (1894-1968)                  |          | 4 août 1945      | 4 octobre 1946   | Travailliste    |
|     | John Freeman MP pour Watford (1915-2014)                           |          | 4 octobre 1946   | 17 avril 1947    | Travailliste    |

Le poste a été combiné avec le Sous-secrétaire d'État à la guerre le 17 avril 1947.